# Sporobolus purpurascens
Sporobolus purpurascens är en gräsart som först beskrevs av Olof Swartz, och fick sitt nu gällande namn av William Hamilton. Sporobolus purpurascens ingår i släktet droppgräs, och familjen gräs. Inga underarter finns listade i Catalogue of Life.